# Hypopyra punctimacula
Hypopyra punctimacula là một loài bướm đêm trong họ Erebidae.